# 게임스파이
게임스파이(영어: GameSpy) 혹은 게임스파이 인더스트리즈(GameSpy Industries)는 IGN으로부터 나온 웹사이트로, 게임 관련 서비스와 소프트웨어를 제공하였다. 게임스파이는 1996년 퀘이크 서버 검색 프로그램인 큐스파이(QSpy)를 공개한 뒤로 계속 존재해왔다. 현재 회사의 본사는 미국 캘리포니아 코스타 메사에 위치해 있다. 현재 뉴스 코퍼레이션이 관리하였다.
게임스파이는 플레이스테이션 2, 플레이스테이션 3, PSP, 엑스박스, 엑스박스 360, 닌텐도 게임큐브, 닌텐도 위, 게임보이 어드밴스, 닌텐도 DS, 엔게이지, 무선(와이어레스), PC, 옛날 게임(레트로게이밍) 등을 다루었다.
2014년 4월 게임스파이의 서비스 플랫폼은 2014년 5월 31일 종료를 선언하였다.

## 같이 보기
- 게임스팟
- IGN